# Wil Cwac Cwac
Wil Cwac Cwac è una serie animata gallese prodotta dalla Siriol Animation per il canale televisivo S4C nel 1982.

## Trama
Basato sui libri di Jennie Thomas e J.O. Williams, il cartone parla di un anatroccolo di nome Wil che vive con la famiglia e gli amici in un piccolo villaggio gallese. Ogni episodio vede Wil e i suoi amici, in particolare il suo migliore amico Ifan il tacchino, andare in varie avventure e conoscere diversi aspetti della vita, tra cui amicizia, amore e crescere.

## Trasmissione
Il cartone è stato trasmesso anche nella Svizzera Italiana sulla TSI e in Italia su Rai 3.

## Episodi
- 1. "Mr. Puw-the-Shop"
- 2.	"The Birthday"
- 3.	"Late for School!"
- 4.	"The Fishing Rod"
- 5.	"Football"
- 6.	"Atishoo!"
- 7.	"The Bike"
- 8.	"Hiccups"
- 9.	"Pepper!"
- 10.	"Pancakes"
- 11.	"The China Dog"
- 12.	"Whip and Top"
- 13.	"Coalhouse"
- 14.	"Whitewash"
- 15.	"Hwmffra's Letter"
- 16.	"Will, Sioni and the Bikes"
- 17.	"Clogs"
- 18.	"Doctor Parry"
- 19.	"Cousin Percy"
- 20.	"Thief"
- 21.	"Honey"
- 22.	"The Horseshoe"
- 23.	"The Mill Ness Monster"
- 24.	"Cops and Robbers"
- 25.	"Stuck in a Tree"
- 26.	"A Shower"
- 27.	"Will Goes Missing"
- 28.	"The Ring"
- 29.	"The Concert"
- 30.	"Hwmffra Has a Drink"